# Ángel Guirao Navarro
Ángel Guirao i Navarro (Múrcia, 2 d'octubre de 1817 - 15 de juny de 1890) va ser un metge, naturalista i polític espanyol, acadèmic de la Reial Acadèmia de Ciències Exactes, Físiques i Naturals i de la Reial Societat Espanyola d'Història Natural, així com diputat i senador a les Corts de la Restauració.

## Biografia
Va néixer el 2 d'octubre de 1817. Murcià, es va llicenciar en Medicina i Cirurgia en 1841, doctorant-se en 1844 al Reial Col·legi de Sant Carles. En el 1861 obtindria la llicenciatura de Ciències. En 1846 es faria amb la càtedra d'Història Natural a l'Institut de Múrcia. En la seva labor com a naturalista va col·laborar amb els botànics alemanys Emil Adolf Rossmässler i Heinrich Moritz Willkomm, i va explorar illots deshabitats prop del Mar Menor. Va ser un dels membres fundadors de la Reial Societat Espanyola d'Història Natural. Membre corresponent des de 1857 de la Reial Acadèmia de Ciències Exactes, Físiques i Naturals, en 1880 seria escollit acadèmic numerari de la mateixa institució, amb la medalla 23, en competència amb Daniel de Cortázar Larrubia, però mai arribaria a prendre possessió del càrrec. En el terreny polític fou escollit diputat a les eleccions generals espanyoles de 1876 —pel districte de Múrcia— i senador per Múrcia de 1879 a 1996. Va morir el 15 de juny de 1890.